# Agrosteomela flavipennis
Agrosteomela flavipennis is een keversoort uit de familie bladkevers (Chrysomelidae). De wetenschappelijke naam van de soort werd in 2004 gepubliceerd door Ge, Wang & Li.